# تينورا
تينورا، (بالإنجليزية: Tinnura)‏، هي بلدية، في مقاطعة أوريستانو، في إقليم سردينيا الإيطالي، وتقع على بعد حوالي 130 كم (81 ميل) شمال غرب كالياري، وحوالي 40 كم (25 ميل) إلى الشمال من أوريستانو. اعتبارا من 31 ديسمبر 2004، كان عدد سكانها 268 وتبلغ مساحتها 3.8 كيلومتر مربع (1.5 ميل مربع).

## السكان
في سنة 1861 بلغ عدد السكان 191 نسمة، وتطور العدد ليصل في سنة 2011 لـ 268 نسمة.
يظهر هذا المخطط البياني تطور النمو السكاني لـ تينورا